# 巴格拉圖尼王朝
巴格拉圖尼王朝（亞美尼亞文：Բագրատունի）是中世紀亞美尼亞的一個統治王朝，從八世紀末開始統治亞美尼亞王國直到1045年。

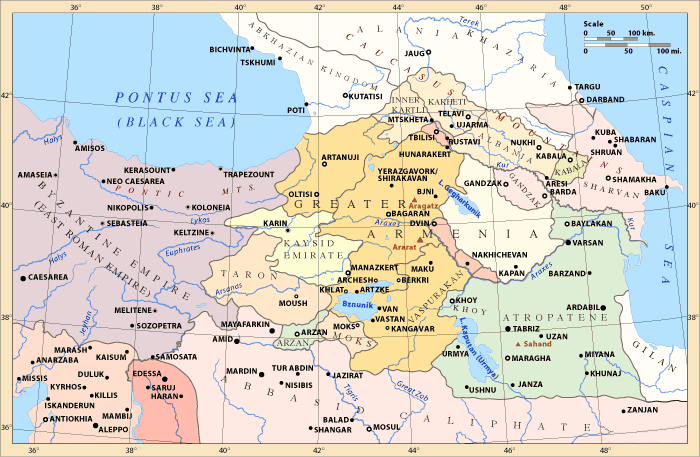
巴格拉圖尼王朝初期的亞美尼亞

在阿拉伯統治期間，巴格拉圖尼逐漸取代馬米科尼揚家族成為亞美尼亞最有權勢的貴族，885年阿碩特一世加冕為亞美尼亞國王，成功抵禦來自東羅馬帝國的軍隊。巴格拉圖尼王朝結束於11世紀。

## 君主
- 阿碩特一世，885－890年
- 斯姆巴特一世，890－914年
- 阿碩特二世，914－929年
- 阿巴斯一世，928－953年
- 阿碩特三世，953－977年
- 斯姆巴特二世，977－989年
- 加吉克一世，989年－1020年
- 霍夫漢內斯-斯姆巴特三世，1020年－1040年
- 加吉克二世，1042年－1045年